# 陈龙庆
陈龙庆，中华人民共和国教育部长江学者讲座教授，宾夕法尼亚州立大学材料科学与工程教授，主要从事介观尺度和多尺度计算材料学等方面的研究工作。

## 生平
先后毕业于浙江大学、纽约州立大学石溪分校、麻省理工学院，现任宾夕法尼亚州立大学材料科学与工程教授。